# Openbaring van Johannes
De Openbaring van Johannes, vaak kortweg Openbaring genoemd, of naar de Griekse naam, de Apocalyps, is het laatste boek van het Nieuwe Testament en daarmee eveneens van de gehele Bijbel. Volgens de aanhef gaat het om een openbaring van Jezus aan de auteur, die zichzelf Johannes noemde en schreef dat hij zijn openbaring op Patmos kreeg (Openbaring 1:9). Traditioneel wordt dit boek toegeschreven aan de apostel Johannes, maar vrijwel vanaf het begin werd het auteurschap van de apostel betwist. Omdat de auteur zichzelf "Johannes" noemt, dus ook zo naar hem werd verwezen, werd de aanduiding "Johannes van Patmos" geïntroduceerd om een onderscheid met de apostel te maken als het om de auteur ging.
Het werd geschreven in het Koinè-Grieks toen de christenen al door de Romeinen vervolgd werden. De naam is een letterlijke vertaling van de Griekse titel Αποκάλυψη του Ιωάννη, Apokalypsè tou Ioánnè, reden waarom het ook wel de Apocalyps wordt genoemd. Het boek telt 22 hoofdstukken. Het is het enige apocalyptische boek in het Nieuwe Testament. Vanwege de vele toespelingen op de Hebreeuwse Bijbel, op toestanden uit de tijd van de schrijver en het veelvuldig gebruik van metaforen is de Openbaring van Johannes voor meerdere uitleggingen vatbaar.

## Indeling van het boek
- 1:4-3:22: Aan de zeven gemeenten

De zeven gemeenten

- 4:1-5:14: Aanbidding van God en van het Lam
- 6:1-17: De eerste zes zegels met de vier ruiters van de Apocalyps als eerste vier zegels. Het vijfde zegel betrof de zielen onder het altaar van de gelovige christenen die zijn gestorven als martelaren tijdens de grote Verdrukking en het zesde zegel betrof een zware aardbeving, het zwart (donker) worden van de zon en het bloedrood worden van de maan.[1]
- 7:1-17: De 144.000 voor de troon
- 8:1-5: Het zevende zegel: een stiltemoment van een half uur en daarna de zeven engelen met de zeven bazuinen.
- 8:6-9:21: De eerste zes bazuinen
- 10:1-11: De geopende boekrol
- 10:3-4: De zeven donderslagen, waarvan de betekenis niet werd opgetekend
- 11:1-14: De twee getuigen
- 11:15-19: De zevende bazuin
- 12:1-13:18: De vrouw, de draak en de twee beesten
- 14:1-20: Het Lam en de zijnen; het oordeel
- 15:1-16:21: De zeven schalen
- 17:1-19:10: Het oordeel over Babylon
- 19:11-21: Het beest en zijn profeet verslagen
- 20:1-15: De eerste opstanding en de tweede dood
- 21:1-22:5: Een nieuwe hemel en een nieuwe aarde
- 22:6-21: Slot

## Auteur
De schrijver noemt zich Johannes. In de vroege kerk was men er vanaf de 2e eeuw n.Chr. van overtuigd dat hij dezelfde was als de apostel Johannes, die ook het Evangelie volgens Johannes zou hebben geschreven. In de Oosters-orthodoxe kerken was dit omstreden en werd de Openbaring lange tijd niet gerekend tot de canon van het Nieuwe Testament. Het vraagstuk over het auteurschap van de werken die aan de apostel Johannes werden toegeschreven, heet ook wel het Johanneïsch vraagstuk.
Papias († ca. 130 n.Chr.) schreef het boek een apostolische herkomst toe, net als Justinus de Martelaar († ca. 165 n.Chr.). Ireneüs zei uitdrukkelijk dat de apostel Johannes de auteur was, en dit werd bevestigd door Clemens van Alexandrië († ca. 215) en Tertullianus († na 220). Origenes († ca. 254) schreef: "Johannes, die aan de borst van Jezus lag, liet uiteindelijk een evangelie na. ... Hij schreef de Apocalyps."
Deze opvatting wordt in de huidige exegese niet meer gehanteerd. De taalkundige, inhoudelijke en stijlkundige afwijkingen worden hiervoor genoemd. De auteur van Openbaring beweert nergens een apostolisch gezag te hebben, in tegenstelling tot Paulus. Hij noemde hiervoor driemaal zijn naam, terwijl de auteur van het Johannesevangelie het noemen van zijn naam vermeed en steeds sprak over "de discipel die Jezus liefhad". Dionysius van Alexandrië († 264) droeg volgens Eusebius van Caesarea ook al argumenten aan, op basis waarvan hij meende dat de auteur van de Openbaring niet dezelfde is als de schrijver van het evangelie.
Tegenwoordig wordt aangenomen dat de auteur een vroegchristelijke profeet was, die zich tot een groep profeten rekende, zijn medeprofeten. Het taalgebruik en de denkwereld wijzen op een herkomst uit het Joodse christendom in Palestina. In de tekst zelf schreef de auteur dat hij verbannen was naar Patmos, voor de kust van Efeze (Openbaring 1:9).

## Canoniciteit

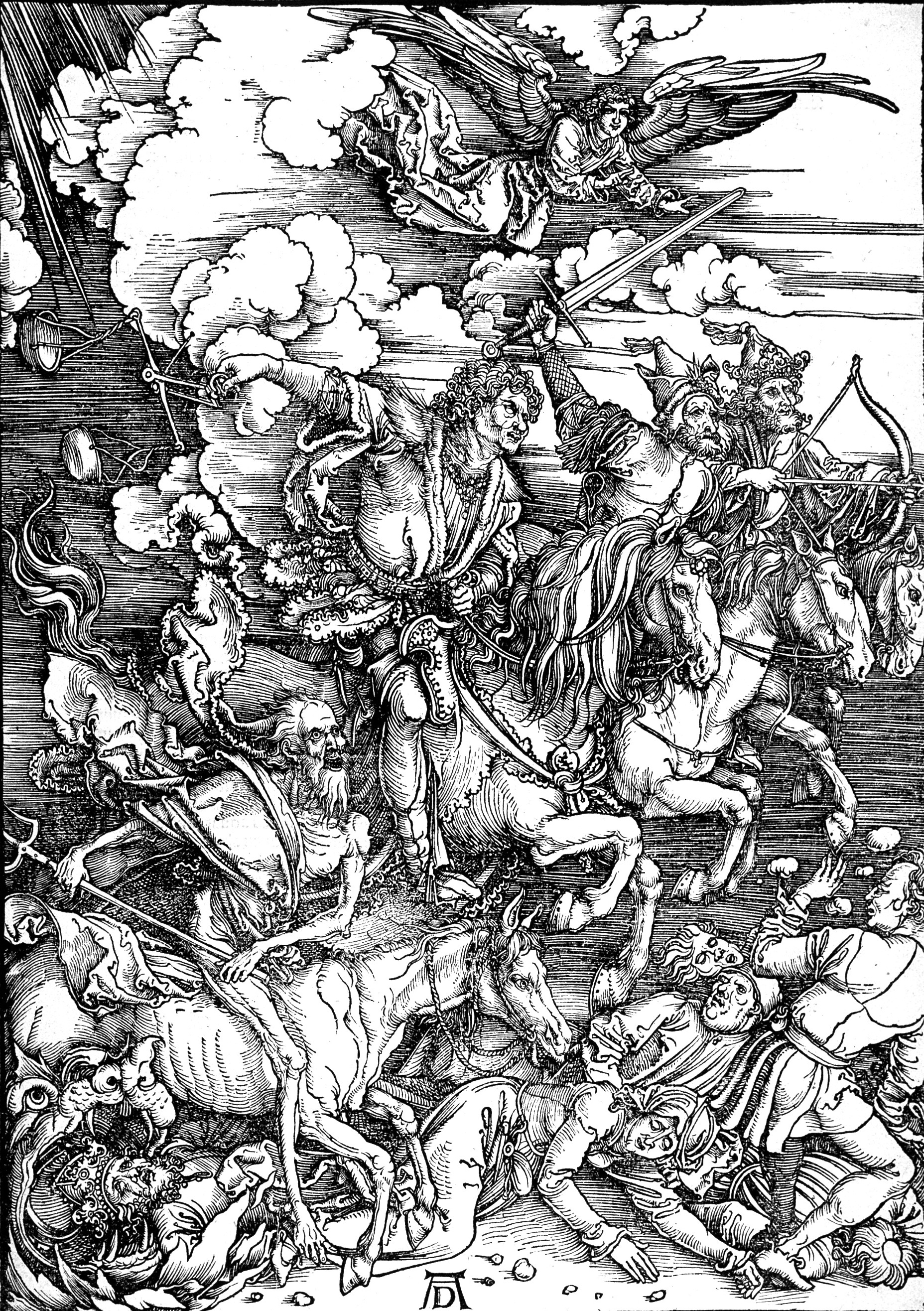
De vier ruiters van de Apocalyps (Openbaring 6:1-8). Albrecht Dürer (ca. 1498)

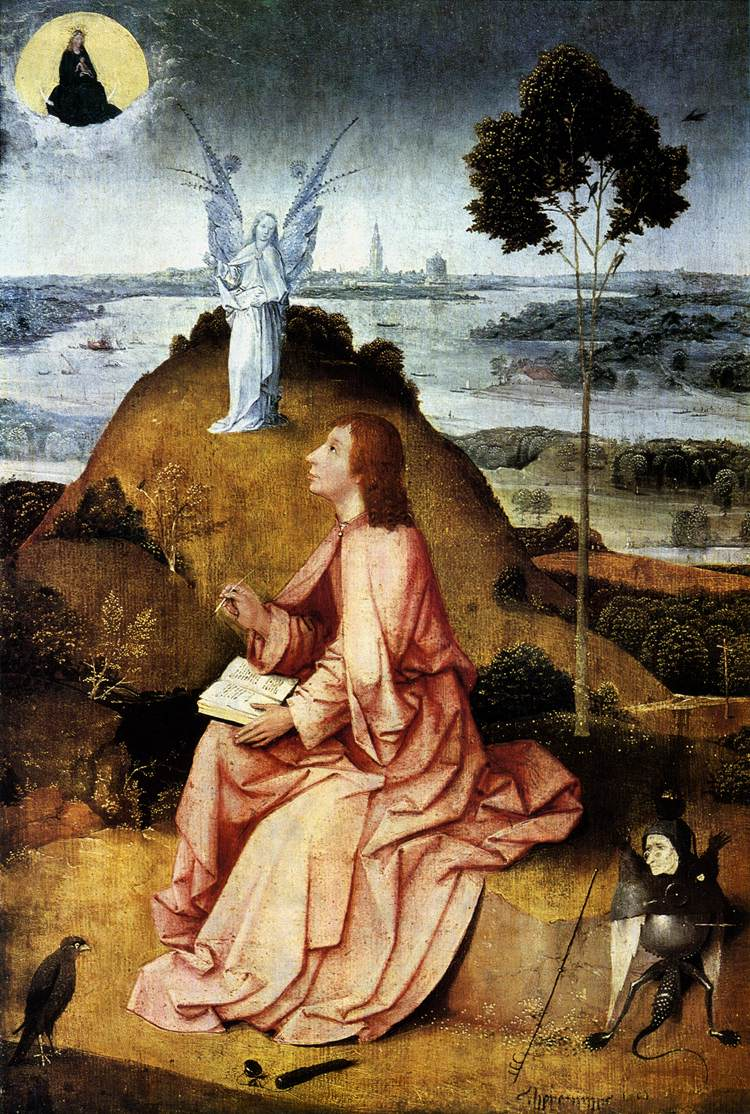
Johannes op Patmos. Schilderij uit ca. 1489 door Jheronimus Bosch

In de 4e eeuw betwijfelden Johannes Chrysostomus en andere bisschoppen of dit boek in het Nieuwe Testament thuis hoorde, voornamelijk door de problemen die de interpretatie gaf en het gevaar van misbruik. De kerkvader Origenes ging hen voor, hij beschouwde de Openbaring als een verzameling van wilde dromerijen, waaruit niemand wijs kan worden. Christenen in Syrië verwierpen het ook omdat het montanisme zich op dit boek baseerde. Het werd uiteindelijk wel in de canonvorming van het Nieuwe Testament opgenomen. De oosters-orthodoxe kerk gebruikt het boek niet in de liturgie.

## Datering
Traditioneel wordt het boek in 96 gedateerd, tijdens de regering van keizer Domitianus, hoewel sommigen argumenteren voor een vroegere datum, meestal 68 of 69, tijdens de regering van Nero.
Voor de latere datering pleit de getuigenis van de kerkvader Ireneus, die informatie ontving van hen die Johannes persoonlijk gekend hadden. Hij schrijft dat de openbaring "niet vreselijk lang geleden gezien" was.
Ander bewijs voor de latere datum is van interne aard: het boek zinspeelt op uitgebreide vervolging, die de christenen in Klein-Azië treft. Dat past beter bij de regering van Domitianus dan bij de regering van Nero. Nero's vervolging was geconcentreerd in het gebied rond Rome, hoewel ook Paulus in Klein-Azië problemen ondervond.

## Belangrijke stromingen inzake de interpretatie
Er zijn drie belangrijke scholen voor wat betreft de wijze waarop de symboliek, de beelden en de inhoud van het boek geïnterpreteerd dienen te worden.
- De Bijbelse profetie gedachtenschool ziet de inhoud van het boek, zeker in samenhang met de boeken Daniël, Ezechiël en andere eschatologische delen van de Bijbel als een profetie van de eindtijd. Deze school kan verder worden onderverdeeld in:
  - een historische of contemporaine of preterische uitleg waarin het boek betrekking heeft op de gebeurtenissen in de eerste eeuw;
  - een futuristische of eschatologische visie waarin het boek betrekking heeft op toekomstige gebeurtenissen in de eindtijd;
  - een algemeen-historische visie waarin het boek de periode van de eerste eeuw tot de wederkomst omvat;
  - een heilshistorische uitleg waarbij elementen uit de contemporaine en de futuristische gecombineerd worden.
- De historisch-kritische benadering, die dominant werd onder kritische theologen tegen het eind van de 19e eeuw, probeert het boek te begrijpen in het kader van de apocalyptische literatuur, die populair was binnen zowel de christelijke als joodse traditie sinds de Babylonische diaspora, het patroon van het boek Daniël volgend.
- Recent is de esthetische en literaire benadering opgekomen, die zich focussen op het boek Openbaring als een literair kunstwerk en verbeelding, het visioen ziend als symbolische afbeelding van tijdloze overwinning van goed over kwaad.

Deze scholen sluiten elkaar niet uit, en veel christenen gebruiken die combinatie van benaderingen die zij nuttig achten.

### Symboliek tegen Rome
Zekere analytische interpretaties hebben geleid tot de aanname dat Openbaring niet over een christelijke visie op goed tegen kwaad spreekt, maar over het destijds als sekte aangemerkte Jodendom tegen het Romeinse Rijk. Volgens dergelijke interpretaties zijn er verschillende verwijzingen naar Rome opgenomen, waaronder:
- Het getal van het Beest, 666, dat volgens bepaalde berekeningen gebaseerd op het Hebreeuws te herleiden is naar de toenmalige keizer Nero. Er zijn echter nog veel meer interpretaties van dit getal.
- De hoer van Babylon gezeten op het beest met de zeven koppen, dat symbool zou staan voor Rome, de hoofdstad van het jegens de Joodse sekte vijandige Romeinse Rijk, die gebouwd is op zeven heuvels.

Kleuren spelen ook een belangrijke rol en zouden een eigen betekenis hebben:
- Wit: Zuiverheid, overwinning (bijv. Openbaring 1:14; 4:4; 19:14; 20:11)
- Zwart: Ongeluk, ellende (bijv. Openbaring 6:5,12)
- Rood: Geweld (bijv. Openbaring 6:4; 9:17; 12:3)
- Groen of geel: Dood (bijv. Openbaring 6:8))
- Paars: Losbandigheid (bijv. Openbaring 17:4; 18:12,16)
- Scharlakenrood: Losbandigheid (bijv. Openbaring 17:3-4; 18:12,16)